# لاسلو ديري
لاسلو ديري (2 يونيو 1995 في صربيا – )؛ هو لاعب كرة مضرب صربي بدأ مسيرته كمحترف سنة 2013 يلعب باليد اليمنى ويحتل حالياً المرتبة رقم. 35 (1 يوليو 2019) في تصنيف رابطة محترفي كرة المضرب. أعلى تصنيف له في الفردي كان المركز الـ 27 في سنة 2019. أعلى تصنيف له في الزوجي كان المركز الـ 747 في سنة 2015.

## روابط خارجية
- لاسلو ديري على موقع رابطة محترفي التنس (الإنجليزية)
- لاسلو ديري على موقع الاتحاد الدولي لكرة المضرب (الإنجليزية)
- لاسلو ديري على موقع كأس ديفيز (الإنجليزية)
- لاسلو ديري على موقع خلاصة التنس.كوم (الإنجليزية)
- لاسلو ديري على موقع إي إس بي إن.كوم (الإنجليزية)